# Совесть (фильм, 1968)
«Со́весть» — советский чёрно-белый художественный фильм режиссёра Владимира Денисенко, снятый в 1968 году (согласно финальным титрам, в 1969 году), однако не выпущенный в прокат по цензурным соображениям и впервые показанный на экране лишь в 1990 году. Фильм, действие которого происходит в годы Великой Отечественной войны на территории оккупированной Украины, рассказывает об убийстве партизанами немецкого офицера, в результате чего немцы расстреливают всех жителей деревни.
Фильм относят к направлению украинского поэтического кино. Он входит в число 100 лучших фильмов в истории украинского кино.

## История
По воспоминаниям Вячеслава Криштофовича, тогда студента и одного из участников съёмок, во время съёмок «Совести» Денисенко чувствовал себя наиболее раскрепощённо, на него никто не давил. Сама история, изначально написанная Василием Земляком, была взята из его жизни и была почти что документальной. Фильм снимался без финансирования, как дипломная работа участвовавших в нём студентов Института театрального искусства имени И. К. Карпенко-Карого, в котором преподавал Денисенко. Съёмки проходили в селе Копылов в Макаровском районе Киевской области, где находилась усадьба Н. К. фон Мекка с заброшенным садом (первым секретарём райкома был брат Василия Земляка). По завершении в прокат фильм принят не был, потому что в нём не была показана направляющая роль партии и комсомола.
По словам сына режиссёра, Александра Денисенко, он искал сохранившуюся плёнку с фильмом вместе с актёром Николаем Олейником. В 1986 году плёнку удалось найти в Музее Довженко при киностудии, однако её снова украли, и было заведено уголовное дело о краже. Лишь осенью 1988 года плёнку в коробках подбросили на киностудию прямо на улице под дождём. После этого было получено финансирование на реставрацию фильма, в чём большую помощь оказал Юрий Олененко.
Фильм был восстановлен в 1989 году. Мировая премьера фильма состоялась в 1990 году на Монреальском кинофестивале. Фильм также был показан на первом Всеукраинском кинофестивале имени Ивана Миколайчука в 1991 году и получил там приз жюри кинокритиков.

## Сюжет
Идёт Великая Отечественная война. В сельской местности на территории оккупированной Украины комендант, офицер вермахта, расстреливает связанных мирных жителей, сбрасывая трупы в яму.
Мужчина и женщина просыпаются утром в одной постели. Женщина одевается и уходит, её увозит полицай на мотоцикле — она работает у немцев переводчицей. Мужчина приходит в сад, где комендант беседует и ест груши с женщиной-немкой. Мужчина стреляет в них из пистолета, однако не попадает. Комендант приказывает полицаям в трёхдневный срок найти нападавшего.
Тот же мужчина с товарищем едут вдоль дороги на велосипеде. Их останавливает машина, из которой выходит и допрашивает их комендант. Начинается схватка, в которой мужчине удаётся убить офицера, однако его ранят, а остальные немцы уезжают. Товарищ долго тащит раненого по полям, в одном месте их подвозит на телеге крестьянин. У одного из домов, где живёт женщина с двумя детьми, мужчины останавливаются, женщина помогает промыть раны раненому. Позже в дом приходит другая женщина, жена полицая, две женщины и два мужчины сидят за столом. Ночью мужчины уходят, у реки они убивают двух окрикнувших и узнавших их полицаев.
Утром немцы собирают на площади всех жителей деревни и требуют опознать велосипед и другие вещи убийц офицера. Двое партизан наблюдают за происходящим из кустов. Никто не называет имён, и несколько сельчан расстреливают, угрожая на следующее утро расстрелять всех остальных. Ночью раненый говорит товарищу, чтобы тот нашёл и привёл партизан, однако когда товарищ пытается пройти под мостом, немцы убивают его. Раненый заходит в несколько домов. В доме крестьянки, у которой они были днём, он застаёт хозяйку неподвижно смотрящей на печку, где спит только её сын — её дочь расстреляли сегодня. У её соседки, жены полицая, в комнате лежит его труп. Партизану она говорит, что из-за него завтра расстреляют сто человек. Мужчина заходит в дом к переводчице и прощается с ней. Утром он, после колебаний, идёт в комендатуру. Там его допрашивают, проводящий допрос немец говорит, что не верит ему и что, может быть, он не убивал офицера, а просто ищет смерти.
Всех жителей собирают у оврага и расстреливают. Переводчица начинает плакать и кричать, и её также убивают. Последним застреливают партизана. Когда немцы уходят, из-под тел выбирается мальчик лет десяти и убегает. В финале он показан сидящим на фоне водопада, а по небу стаями летают птицы.

## В ролях
- Анатолий Соколовский — Василь, партизан
- Виктор Маляревич — партизан
- Николай Гудзь — Рихтер, немецкий комендант
- Нина Реус — переводчица
- Николай Олейник — полицай
- Галина Долгозвяга — жена полицая
- Валентина Гришокина — жена коменданта
- Галина Нехаевская — крестьянка с детьми
- Александр Денисенко — спасшийся мальчик[7]
- Вячеслав Криштофович — эпизод
- Владимир Денисенко — эпизод

## Оценки
Сергей Тримбач отмечает адекватность изобразительности фильма описываемым событиям — максимально обесцвеченную чёрно-белую палитру и минималистскую музыку Кшиштофа Пендерецкого. Он также пишет о том, что в фильме реализованы идеи философии экзистенциализма, что совершенно не соответствовало советской идеологической системе.
Киновед Владимир Войтенко называет фильм «Совесть» «одним из самых принципиальных фильмов в истории всего украинского кинематографа», говоря о том, что его сюжет «раскрывает историю человека, лишённого выбора, когда каждый из возможных поступков — практически проигрышный. И когда совесть побеждает идеологию».
По некоторым оценкам в западной литературе, показанные в фильме партизаны являются не советскими коммунистами, а украинскими националистами и представляют украинскую повстанческую армию.